# Potchep
Ne doit pas être confondu avec Pochep.
Potchep (en russe : Почеп) est une ville de l'oblast de Briansk, en Russie, et le centre administratif du raïon de Potchep. Sa population s'élève à 16 389 habitants en 2020.

## Géographie
Potchep est arrosée par la rivière Soudost et se trouve à 70 km — 79 km par la route — au nord-ouest de Briansk et à 414 km au sud-ouest de Moscou.

## Histoire
La première mention connue de Potchep date de 1457 : c'était alors une ville importante du Grand Duché de Lituanie. Elle tomba aux mains de la Moscovie en 1503 et n’eut que peu d'importance jusqu’aux années 1710, lorsque l'hetman Ivan Skoropadsky en fit don au duc Menchikov. Ce dernier fit construire un fort à Alexandropolis, dans les environs, et lança la manufacture de voiles à Potchep pour les navires russes.
L'industrie déclina après la chute de Menchikov et la ville connut une période de stagnation. En 1750, elle passa sous la domination d’un autre hetman, le comte Cyril Razoumovsky, qui envisagea d'y construire sa résidence d'été. Mais le seul résultat de ce projet est la remarquable église de la Résurrection, construite dans un style baroque par Antonio Rinaldi dans les années 1750.
Sous l'Empire russe, la ville faisait partie du gouvernement de Tchernigov.
Pendant la Seconde Guerre mondiale, Potchep fut occupée par l'Allemagne nazie du 22 août 1941 au 21 septembre 1943. Elle fut libérée par le front de Briansk de l'Armée rouge au cours de l'opération de Briansk. En mars 1942, les Allemands massacrent 1 854 juifs de la ville après les avoir enfermés dans un ghetto.

## Population
Recensements ou estimations de la population
| 1866  | 1897* | 1920   | 1926*  | 1939*  | 1959*  | 1970*  |
| ----- | ----- | ------ | ------ | ------ | ------ | ------ |
| 5 300 | 8 300 | 11 800 | 13 460 | 15 558 | 15 700 | 15 995 |

| 1979*  | 1989*  | 2002*  | 2010*  | 2013   | 2014   | 2015   |
| ------ | ------ | ------ | ------ | ------ | ------ | ------ |
| 15 933 | 16 868 | 17 064 | 17 161 | 17 168 | 16 975 | 16 681 |

| 2016   | 2017   | 2018   | 2019   | 2020   | - | - |
| ------ | ------ | ------ | ------ | ------ | - | - |
| 16 748 | 16 663 | 16 687 | 16 539 | 16 389 | - | - |

## Personnalités
- Vassili Perovski (1794-1857), général et gouverneur d'Orenbourg
- Alexandra Kroutikova (1851-1919), cantatrice russe
- Grigori Aronov (1923-1984), cinéaste soviétique
- Roman Konoplev (1973), publiciste et écrivain russe